# Кампань-сюр-Ариз
Кампа́нь-сюр-Ари́з (фр. Campagne-sur-Arize) — коммуна во Франции, находится в регионе Юг — Пиренеи. Департамент коммуны — Арьеж. Входит в состав кантона Ле-Ма-д’Азий. Округ коммуны — Памье.
Код INSEE коммуны — 09075.

## Население
Население коммуны на 2008 год составляло 265 человек.
| 1806 | 1851 | 1856 | 1901 | 1921 | 1946 | 1968 | 1982 | 1999 | 2008 |
| ---- | ---- | ---- | ---- | ---- | ---- | ---- | ---- | ---- | ---- |
| 365  | 866  | 800  | 618  | 525  | 430  | 326  | 257  | 281  | 265  |

## Экономика
В 2007 году среди 144 человек в трудоспособном возрасте (15—64 лет) 91 были экономически активными, 53 — неактивными (показатель активности — 63,2 %, в 1999 году было 57,1 %). Из 91 активных работали 77 человек (46 мужчин и 31 женщина), безработных было 14 (3 мужчины и 11 женщин). Среди 53 неактивных 14 человек были учениками или студентами, 24 — пенсионерами, 15 были неактивными по другим причинам.

## Известные уроженцы
- Братья Шемен, Альбер (1903—1986), пионер авиационной медицины, чьё имя было присвоено улице в городе Бордо, и Жан (1906—1986), один из зачинателей челюстно-лицевой хирургии
- Камиль Се[фр.] (1878—1959) — писатель